# Film ohne Titel
Film ohne Titel è un film del 1948 diretto da Rudolf Jugert.